# Cosmoclostis lamprosema
Cosmoclostis lamprosema là một loài bướm đêm thuộc họ Pterophoridae. Nó được tìm thấy ở New Guinea, Moluccas, the Louisiade Archipelago, the Bismarck Archipelago và quần đảo Solomon.